# Tin Can Army
Tin Can Army (engl.: ‚Blechbüchsenarmee‘), oft abgekürzt als TCA, war eine Hardcore-Punk-Band aus Göttingen, die von 1982 bis 1987 bestand.

## Bandgeschichte
Die Band gründete sich 1982 in Göttingen und spielte ein Demo ein. Nachdem der ursprüngliche Plan, das Demo in Blechdosen zu verpacken, nicht klappte, wurden einzelne Lieder auf Samplern veröffentlicht. Als erste Veröffentlichung erschien 1983 eine Split-LP mit der Band Maniacs, die unter erschwerten Bedingungen entstand. So musste die Band nach Berlin reisen, um das Album einzuspielen. Die zwei Tage Studiozeit wurden jedoch auf einen Tag gekürzt, da das Studio kurzfristig belegt wurde. Die Aufnahme gilt heute als missglückt, wegen ihrer geringen Auflage ist das Album jedoch bei Sammlern heute begehrt. Es folgte 1986 eine EP, bevor sich die Band 1987 auflöste. 1984 erschienen drei Beiträge für den Sampler Hardcore Power Music. 1990 erschien das Lied Guten Morgen BRD auf dem ersten Schlachtrufe-BRD-Sampler. Eine Veröffentlichung des ersten Demos erschien 2003 auf dem Label Kraftschwindel Records.

## Rezeption
Insbesondere die Demoaufnahmen gelten heute als Kult. Im Gegensatz zu den auf Schallplatten veröffentlichten Aufnahmen sind diese Aufnahmen wesentlich härter und besser aufgenommen. Das Ox-Fanzine bezeichnete die Band, die recht selten auftrat, als „Bester deutscher intelligenter Punkrockunderground, der auch 20 Jahre später noch packend ist.“

## Diskografie

### Alben
- 1984: Maniacs/Tin Can Army (Split-LP mit Maniacs) – Mülleimer Records (010)
- 2003: Tin Can Army (LP - Krachschwindel Records/Moron Records)

### Singles und EPs
- 1986: Be Invited … … to the Theatre of Perversion, Bigotry & Suicide (Moron Records)

### Exklusive Samplerbeiträge
- 1984: Verweigerung total auf Hardcore Power Music Part 2
- 1984: T.C.A. und Dead Born Babies auf Keine Experimente! Vol. II
- 1985: Kannibalen und Fear Is Slavery auf Wie lange noch…
- 1985: Cop und Jesus auf World War III?
- 1986: Nestbeschmutzer auf Destroy the World (EP)
- 1990: Guten Morgen BRD auf Schlachtrufe BRD